# Gyuricza István (színművész)
Gyuricza István (1954. március 14. –) Jászai Mari-díjas magyar színművész.

## Életpályája
1954-ben született, a gimnáziumot Rétságon végezte. A Nemzeti Színház stúdiójában kezdett színészettel foglalkozni. 1981 és 2019 között a kaposvári Csiky Gergely Színház tagja volt. Mellette szerepelt a nyíregyházi Móricz Zsigmond Színházban is.

## Fontosabb színházi szerepeiből
- Mohácsi János: Hogyan vagy partizán; avagy Bánk bán... Bánk bán
- Kacsóh Pongrác: János vitéz... Bagó
- Tennessee Williams: A vágy villamosa... Steve
- Jakob Michael Reinhold Lenz: A nevelő... Bollwerk, diák
- Kornis Mihály: Kozma... tornatanár
- Gyurkovics Tibor: A bombatölcsér... Konrád
- George Bernard Shaw: Szent Johanna... La Hire kapitány
- Ábrahám Pál: 3:1 a szerelem javára... Szirmay Ervin
- Sławomir Mrożek: Mészárszék... Paganini, mészáros
- George Orwell: Állatfarm... Vén Agyaragy
- Friedrich Dürrenmatt: A nagy Romulus... Romulus
- Friedrich Schiller: Ármány és szerelem... Miller
- Bertolt Brecht: A kaukázusi krétakör... Irakli; Juszup; Nagyherceg
- Bertolt Brecht: Koldusopera... Peachum
- Makszim Gorkij: Éjjeli menedékhely... Szatyin
- Kálmán Imre: Csárdáskirálynő... Bóni gróf
- Ken Kesey – Dale Wasserman: Kakukkfészek... Randle P. McMurphy
- Carlo Goldoni: A kávéház... Don Marzio
- Carlo Goldoni: A chioggiai csetepaté... Toni (Antonio) (halászbárka-tulajdonos)
- Carlo Goldoni: Nyaralás... Filippo (joviális öregúr)
- Harold Pinter: A gondnok... Davis
- Samuel Beckett: A játszma vége... Hamm
- Henrik Ibsen: Peer Gynt... Gomböntő
- Szigligeti Ede: Liliomfi... Szilvai Tódor
- Lázár Ervin: A kisfiú meg az oroszlánok...Bruckner Szigfrid
- Lőrinczy Attila: Balta a fülbe... Apika (Richárd nagyapja)
- Lőrinczy Attila: Fahim... Karalyos (az embercsempész-hálózat feje)
- William Shakespeare: Vízkereszt vagy amit akartok... Nemes Böffen Tóbiás (Olivia rokona)
- William Shakespeare: Vízkereszt, vagy bánom is én... Antonio, tengerésztiszt, Sebastian oltalmazója
- William Shakespeare: A windsori víg nők... Sir John Falstaff
- Anton Pavlovics Csehov: Három nővér... Katonaorvos (Csebutikin, Ivan Romanics)
- Witold Gombrowicz: Operett... Fior
- Füst Milán: Störr kapitány – A feleségeknek, akik elmennek... Störr kapitány
- Alekszandr Nyikolajevics Osztrovszkij: Erdő... Karp (inas)
- Alekszandr Nyikolajevics Osztrovszkij: Jövedelmező állás... Anton (inas)
- Fjodor Mihajlovics Dosztojevszkij: Ördögök... Lebjadkin kapitány
- Lev Nyikolajevics Tolsztoj: A sötétség hatalma... Akim
- Mihail Afanaszjevics Bulgakov: A Turbin család napjai... Hetman, Bolbotun, Maxim
- Ödön von Horváth: Kasimír és Karoline... Rauch
- Mikszáth Kálmán: A Noszty fiú esete Tóth Marival... Homlódy István (földbirtokos)
- Dušan Kovačević: A maratoni futók tiszteletkört futnak... Milutin Topalovic (79 éves, Aksentije fia)
- Michael Frayn: Veszett fejsze... Fekete Dániel (színész)
- Hamvai Kornél – Varró Dániel: Vesztegzár a Grand Hotelban... Don Umberto Complimenti (szállodatulajdonos)
- Móricz Zsigmond: Úri muri – 1896...  Csörgheő Csuli
- Móricz Zsigmond – Kocsák Tibor – Miklós Tibor: Légy jó mindhalálig... Pósalaky
- Presser Gábor – Horváth Péter – Sztevanovity Dusán: A padlás... Témüller (azelőtt házmester, most önkéntes segéderő)
- Szophoklész: Oidipus király... Karvezető
- Szophoklész: Antigoné... Kreón
- Molnár Ferenc: Liliom... Öreg rendőr (Berkovics)
- Molnár Ferenc: A Pál utcai fiúk... Rácz tanár úr
- Móra Ferenc: Hannibál tanár úr... Manzák (vendéglős)
- Eduardo De Filippo: Nem fizetek! (Egy vasat se!)... Ferdinando Quagliuolo
- Huszka Jenő: Erzsébet... Öreg Neszmélyi
- Csiky Gergely: A nagymama... Koszta (nyugalmazott evangélikus tábori lelkész)
- Kay Pollak – Matuz János: Amint a mennyben... Menedzser
- Moose Charlap – Jule Styne – J. M. Barrie: Pán Péter... Hook
- Scheer Katalin: Nefelé... Morckapitány (morc)
- Dömötör Tamás: Emberfarm... Papi
- Szőcs Artúr: Cigánytábor az égbe megy... Zobar papa (családfő)
- Szabó Magda – Egressy Zoltán: Tündér Lala... Aterpater
- Gádor Béla – Tasnádi István: Othello Gyulaházán... Dr. Katona (ideggyógyász)
- Gotthold Ephraim Lessing: Bölcs Náthán... A jeruzsálemi pátriárka
- Reginald Rose: Tizenkét dühös ember... Harmadik esküdt
- Marius von Mayenburg: A csúnya... Scheffler (Lette főnöke)
- Andrew Lloyd Webber – Tim Rice: Jézus Krisztus szupersztár... Kajafás
- Neil Simon: Mezitláb a parkban... Victor Velasco
- Stendhal: Vörös és fekete... De Rénal (polgármester)
- Tracy Letts: Augusztus Oklahomában... Charlie Aiken (Mattie férje)
- Agatha Christie: Az egérfogó... Mr. Paravicini
- Bereményi Géza: Shakespeare királynője... Bacon (tudós és koronaügyész)
- Sarkadi Imre – Szörényi Levente – Bródy János: Kőműves Kelemen... Vándor
- Thomas Vinterberg – Mogens Rukov – Bo Hr. Hansen: Az ünnep... Helge

## Film és televíziós szerepei
- A tökfilkó (1982)
- A revizor (1984)
- Hermelin (1985)
- Idő van (1986)
- Melodráma (1991)
- Anarchisták (2001)
- Taxidermia (2006)
- Uszodai tolvaj (2007)
- Mázli (2008)
- Bulvár (2011)

## Díjai és kitüntetései
- Komor István emlékgyűrű (1989, 2012, 2019)[6]
- Jászai Mari-díj (2004)
- Brighella-díj (2005)